# Dragiša Brašovan
Dragiša Brašovan (kyrilliska: Драгиша Брашован, Vršac), född 25 maj 1887 i Belgrad, död 6 oktober 1965, var en av de mest framstående serbiska moderna arkitekterna. Han ritade främst byggnader som finns i Belgrad, bland annat Nikola Tesla-museet, samt i Novi Sad. Han blev 1953 medlem i RIBA (Royal Institute of British Architects).

## Bildgalleri

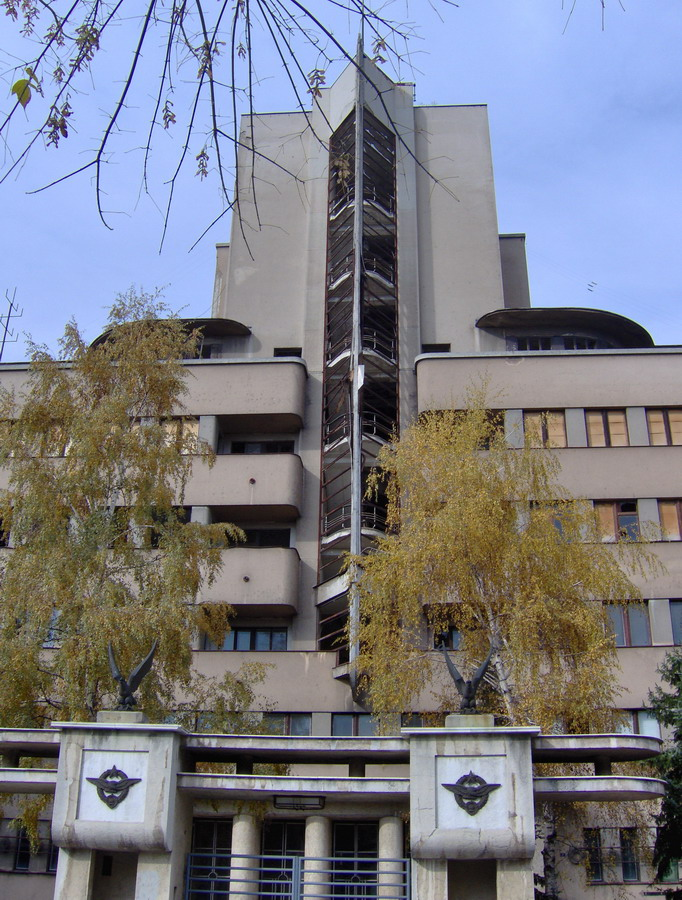
Flygvapnets högkvarter i Zemun
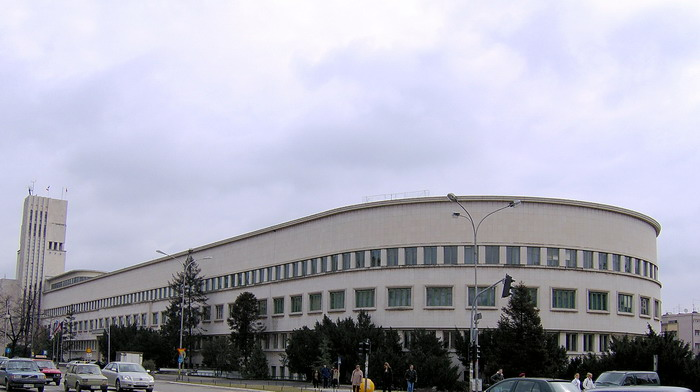
Banovinapalatset i Novi Sad
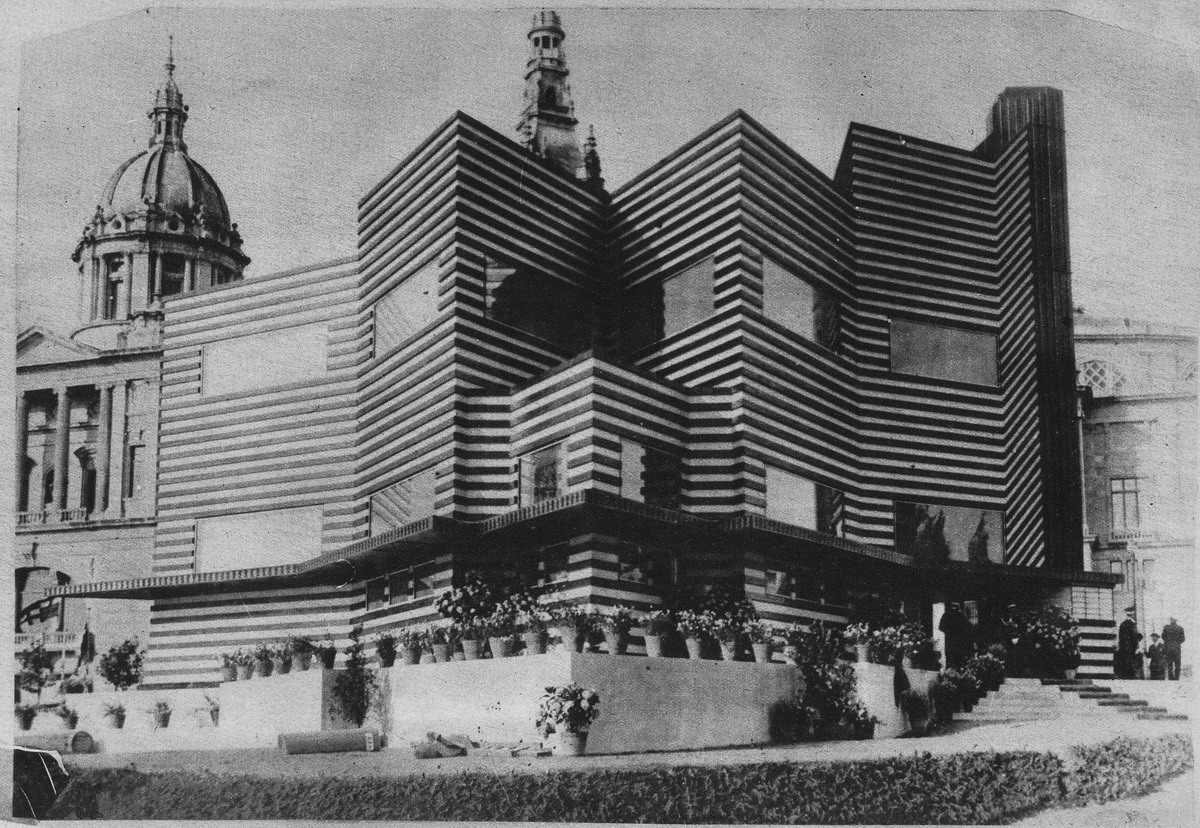
Serbiens, Kroatiens och Sloveniens paviljong, Barcelona 1929.
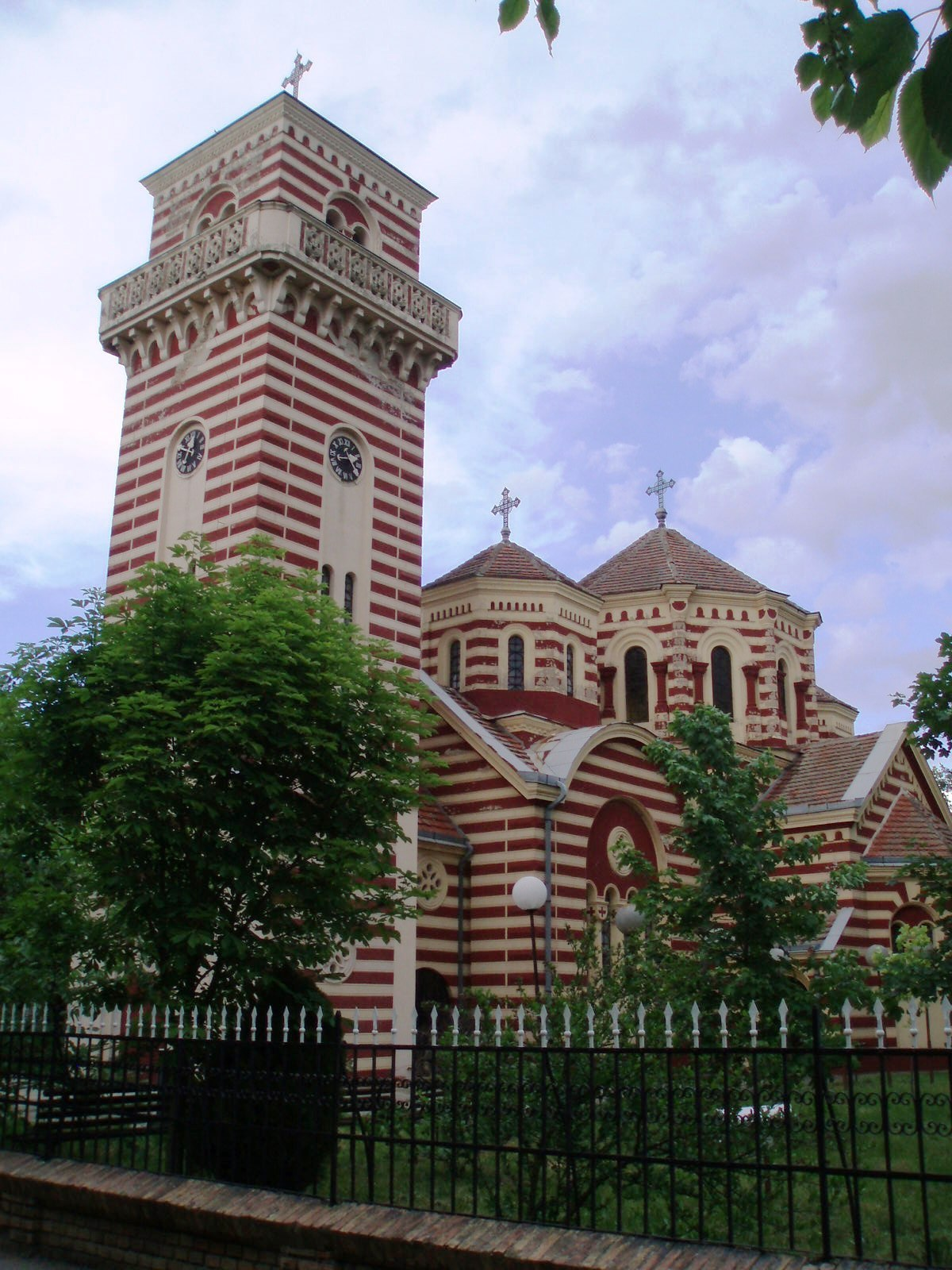
Kyrka i Orlovat
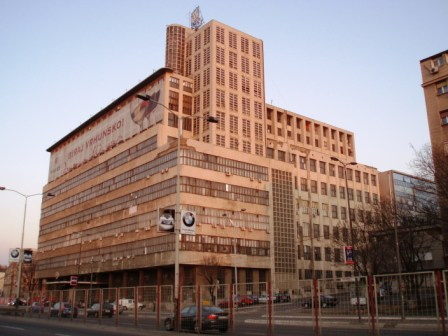
BIGZ-byggnaden
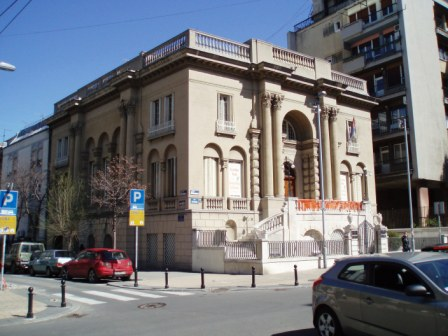
Nikola Tesla-museet
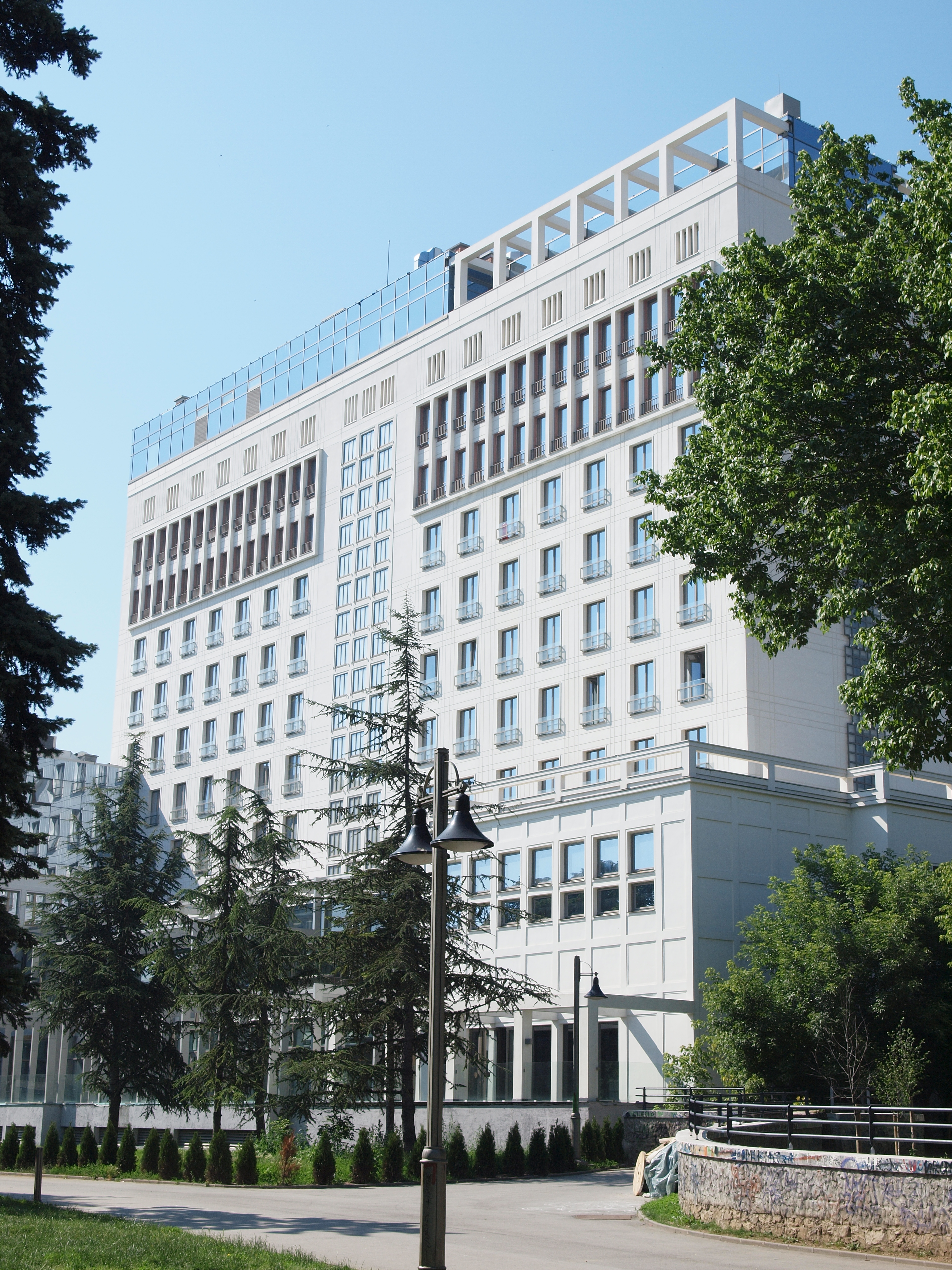
Hotel Metropol i Belgrad